# Persia
Il nome Persia (ایران; persiano antico: , Pārsa) è stato in tempi moderni usato come sinonimo alla nazione dell'Iran, mentre nell'antichità ha rivestito un territorio molto più vasto in cui si sono succeduti diversi imperi con importanti culture.
Tale nome deriva dall'antico nome greco dell'Iran, Persis, che a sua volta deriva dal nome del clan principale di Ciro il Grande, Pars o Parsa, che ha dato il suo nome anche a una provincia dell'Iran meridionale, Fārs (in lingua persiana moderna). Secondo lo storico dell'antica Grecia Erodoto il nome Persia deriva da Perseo, l'eroe mitologico.
Il 21 marzo del 1935 lo scià Reza Pahlavi chiese formalmente alla comunità internazionale di riferirsi al Paese con il nome originario di Iran. Alcuni studiosi però protestarono contro questa decisione.
Nel 1959 lo scià Mohammad Reza Pahlavi annunciò che ci si poteva riferire al Paese indifferentemente con il nome originario di Iran o di Persia. Nel 1979, anno della caduta della monarchia iraniana e della cacciata dello scià Mohammad Reza Pahlavi, l'Iran era il penultimo Stato al mondo ad avere un sovrano con carica di imperatore (la carica dello scià riceveva il trattamento di "maestà imperiale").

## Storia

### Preistoria
L'odierno altopiano iranico fu abitato sin dalla preistoria da genti che praticavano l'agricoltura, la pastorizia e la metallurgia. Nel III millennio a.C. si assistette al predominio degli Elamiti. Seguirono poi lo scontro tra questi e i Babilonesi e, nel II millennio a.C., le prime migrazioni indoeuropee dall'area caucasica:
1. verso l'Asia Minore, dove si afferma la potenza degli Hittiti;
2. verso l'India, dove si origina la civiltà indo-ariana
3. verso la Mesopotamia.

Attorno al 1800 a.C. dalla Persia i Cassiti migrano verso il Regno di Babilonia.

### Medi e Persiani
Attorno al II millennio a.C. alcune tribù indoeuropee provenienti dalla Russia meridionale si stanziarono nell'altopiano iranico. Questi gruppi, di stirpe ariana e definiti iranici, si divisero poi in Ircani, che si stabilirono nella costa affacciata sul Mar Caspio nel'Alborz, chiamata poi Ircania, in Medi, che si sistemarono nel centro, e in Persiani, che andarono nel Sud del paese.
Gli Iranici erano soprattutto pastori. Ogni tribù era governata da un re, che abitava in una torre alta. La popolazione era divisa in quattro unità locali, la casa (demana in antico Persiano), il clan (vis), il distretto (shoitra) e la contrada (dahyu). Era presente una forte divisione in classi sociali (definite pishtra, ossia 'colore') in base al colore della pelle; khvaetu, verezena e airyaman, a sua volta divisa in sacerdoti (athravan), nobili (rathaeshtar), pastori (vastryafshuyant) e artigiani (huiti).
La prima menzione dei Persiani, insieme ai Medi, si deve agli annali del re assiro Shalmaneser III dell'836 a.C., in cui il re riceve dei tributi dai sovrani del Parsua, una regione a Ovest del Lago Urmia, e dal Mada, più a Est.
Intorno all'820 a.C., il sovrano assiro Shamshi-Adad V li visitò nella regione del Parsuaš, più a sud, attorno al Kirmanshah. Nel 737 a.C. Tiglath-Pileser III invase la regione ricavandone dei tributi.
Nel 715 a.C. il sovrano medo Daiaukku (secondo le fonti assire) o Deioce, fondatore del Regno medo, venne catturato e deportato in Assiria. Secondo la tradizione, gli succedette Ciassare I, che nel 714 a.C. pagò un tributo al re assiro Sargon I. Nel 702 attaccò la provincia di Harhar; mentre alcuni contigenti comandati da un certo Achemene (Hakhamanish) si scontrarono a Haulina contro il sovrano Sennacherib.
Il figlio di Achemene, Teispe, fu gran re di Anshan, sottraendo la regione agli Elamiti. Ebbe due figli, Ariaramne (Aryaramna), divenuto poi re di Persia, e Ciro I (Kuraš), re di Anshan.

### Impero achemenide
La prima menzione dei Persiani proviene da un'iscrizione assira (circa 844 a.C.) nella quale vengono chiamati Parsu (Parsuaš, Parsumaš) e sono collocati nella regione del lago di Urmia insieme con un altro gruppo, i Madai (Medi). Nei successivi due secoli, i Persiani e i Medi furono tributari degli Assiri. Nel VII secolo a.C. Achemenes (Haxamaniš in persiano antico), capostipite della dinastia reale degli Achemenidi, è alla testa dei Persiani; è in questo periodo che i Persiani abbandonano lo stile di vita nomade e si insediano stabilmente nell'Iran meridionale, dando vita al loro primo Stato organizzato nella regione di Anšan.
Dopo la caduta del regno degli Assiri, i Medi ne prendono il posto, regnando su una parte molto estesa dei territori assiri, e dominando una grande varietà di genti tra cui vi erano i Persiani, fino all'avvento di Ciro il Grande (Kuruš).

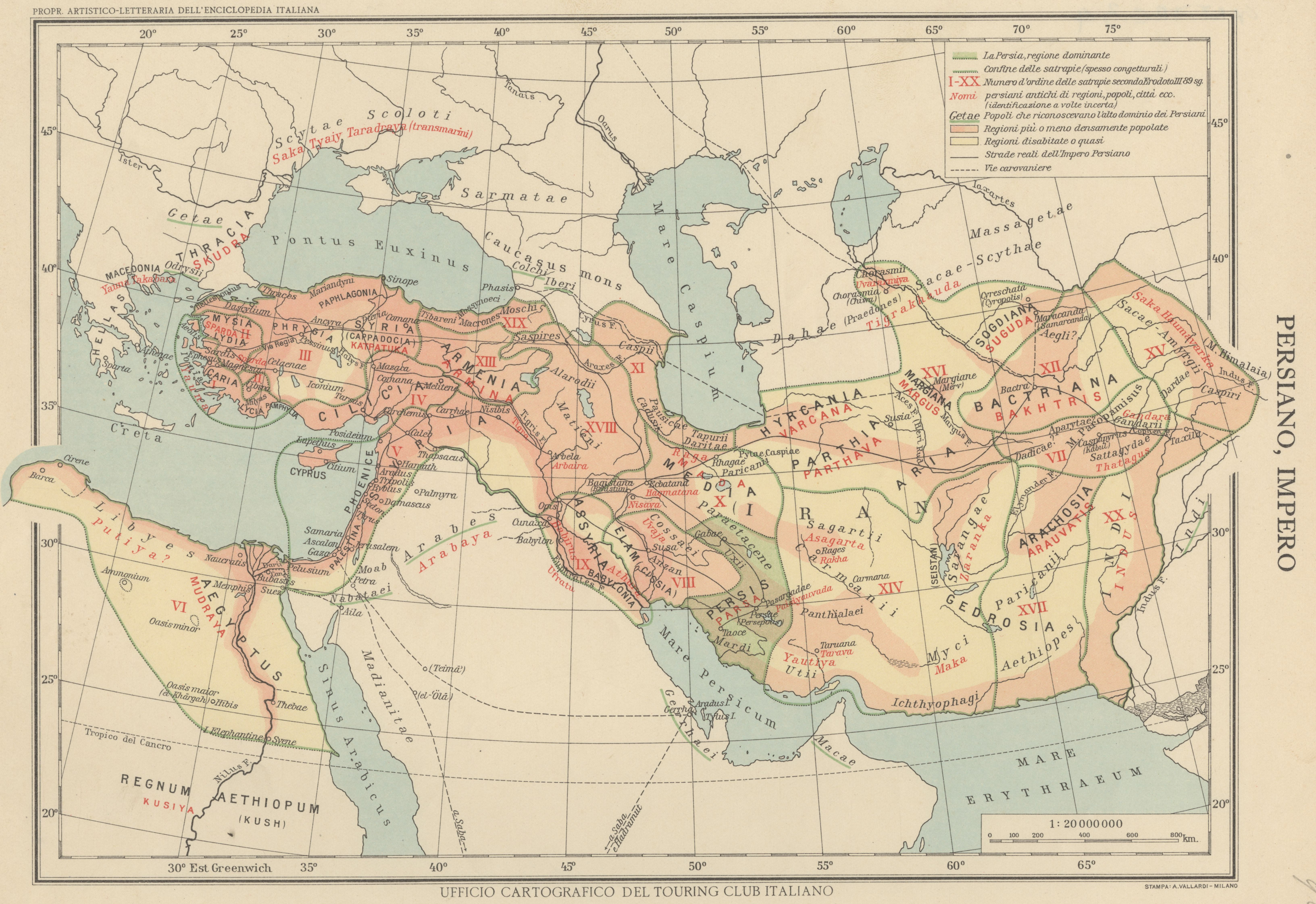
Mappa dell'Impero achemenide fra il 550 e il 331 a.C.

La presa di potere dei Persiani avvenne quando Ciro radunò tutti i clan sotto il suo comando, e nel 550 a.C. sconfisse i Medi di Astiage, il quale fu catturato dai suoi stessi nobili e consegnato a Ciro, ora Scià, o imperatore, di un regno persiano unificato. Dopo aver assunto il controllo sul resto della Media e del suo esteso impero medio-orientale, Ciro condusse i Medi e i Persiani uniti verso ulteriori conquiste. Sottomise la Lidia in Asia Minore, e varie regioni orientali in Asia centrale. Infine nel 539 a.C., Ciro entrò trionfante nell'antica città di Babilonia. Dopo la sua vittoria, promise pace ai Babilonesi e annunciò che non vi sarebbero state rappresaglie, e che ne avrebbe rispettato le istituzioni, la religione e la cultura. Ciro fu ucciso in battaglia in Asia centrale, prima di poter compiere la conquista dell'Egitto, che fu portata a termine da suo figlio Cambise. Quest'ultimo venne assassinato e dopo il regno di un presunto usurpatore, divenne il Gran Re un parente di una linea collaterale degli achemenidi, Dario I, figlio di Istaspe.
Sotto Dario I l'Impero achemenide raggiunse la massima estensione: si spingeva infatti fino all'Indo ad est e fino alla Tracia ad ovest. Dario cercò di conquistare la Grecia, ma la sua spedizione fu sconfitta nella battaglia di Maratona. Suo figlio Serse I ritentò l'impresa, ma fu respinto dai greci, guidati da Temistocle, vittoriosi dopo la battaglia di Salamina (480 a.C.).
L'Impero achemenide fu il più grande e potente impero mai visto fino ad allora. Ancora più rilevante, esso fu ben governato ed organizzato. Dario divise il suo impero in una ventina di satrapie (province), ognuna amministrata da un satrapo (governatore), molti dei quali avevano legami personali con lo scià, essendo per la maggior parte parenti del Gran Re. Istituì un sistema di tributi per tassare ogni satrapia, adottò e migliorò il già avanzato sistema postale assiro e costruì la famosa Strada Regia, che collegò tra loro gli estremi dell'impero. Spostò l'amministrazione centrale da Persepoli a Susa, più vicina a Babilonia e al centro del regno. I Persiani furono tolleranti verso le culture locali, seguendo il precedente instaurato da Ciro il Grande, atteggiamento che ridusse notevolmente le rivolte dei popoli soggetti. Un esempio rilevante di questo atteggiamento tollerante fu il permesso dato nel 537 a.C. da Ciro agli ebrei (che erano stati deportati dai babilonesi in seguito all'esilio e alla distruzione di Gerusalemme), di tornare in Palestina e di ricostruire l'ormai distrutto tempio di Gerusalemme, evento profetizzato secoli prima dal profeta ebreo Daniele.
Durante il periodo achemenide, lo zoroastrismo divenne la religione dei sovrani e della maggioranza dei Persiani. Il suo fondatore Zoroastro visse intorno al 600 a.C. e riorganizzò il pantheon tradizionale nella direzione del monoteismo, enfatizzandone gli aspetti dualistici della lotta eterna tra il Bene e il Male, in attesa della battaglia finale ancora da venire. Lo Zoroastrismo sarebbe diventato, così come le pratiche misteriche della tribù dei Magi, un tratto caratteristico della cultura persiana.
La Persia achemenide riunì per la prima volta nella storia sotto un'unica guida popoli e regni molto diversi tra loro, che furono in contatto l'uno con l'altro entro i confini di un territorio vastissimo.

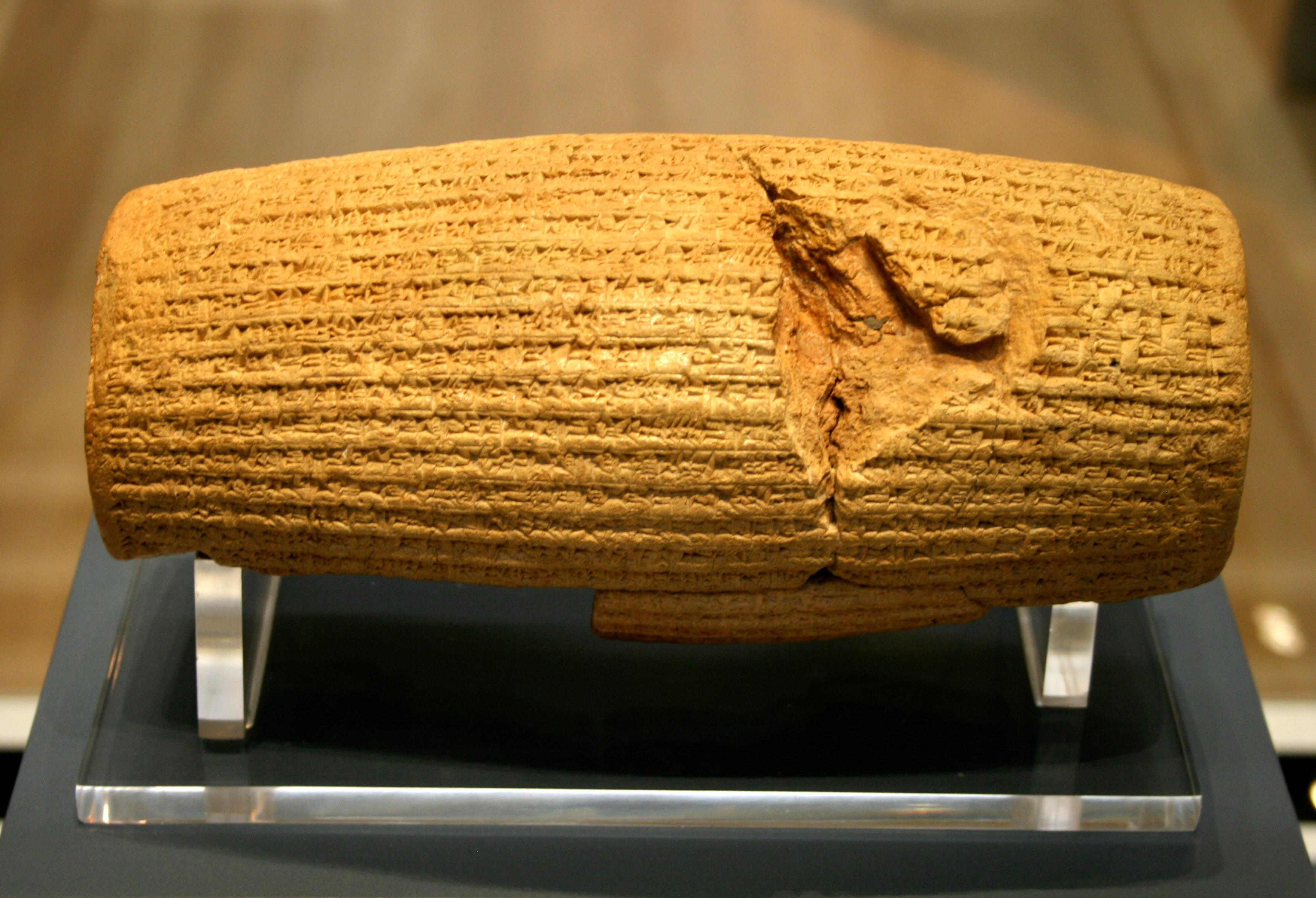
Il cilindro di Ciro, reperto in terracotta inciso con scrittura cuneiforme di lingua accadica (VI secolo a.C.)

L'Impero achemenide stabilì inediti principi di diritti umani nel sesto secolo a.C. sotto Ciro il Grande. Dopo la sua conquista di Babilonia nel 539 a.C., il re promulgò il cilindro di Ciro, scoperto nel 1878, e oggi riconosciuto da molti come il primo documento sui diritti umani. Il cilindro dichiarava che ai cittadini dell'impero sarebbe stato permesso di praticare la loro religione liberamente. Aboliva anche la schiavitù, così tutti i palazzi dei re di Persia erano costruiti da lavoratori pagati in un'epoca di largo uso della manodopera servile. Queste due riforme trovano conferma nei libri biblici delle Cronache, Neemia, e Esdra, che stabiliscono che Ciro liberò due seguaci dell'ebraismo dalla schiavitù e permise loro di fare ritorno alla loro terra. Il cilindro attualmente è conservato al British Museum, e una replica è conservata a New York, nel quartier generale delle Nazioni Unite.
Nell'Impero achemenide, ai cittadini di tutte le religioni e gruppi etnici venivano concessi gli stessi diritti, e le donne avevano gli stessi diritti degli uomini. Il cilindro di Ciro documenta inoltre la protezione dei diritti di libertà e sicurezza, libertà di movimento, il diritto alla proprietà e diritti economici e sociali.

### La Persia ellenistica
Gli ultimi anni della dinastia achemenide furono segnati da debolezza e decadenza. Il potente e immenso impero collassò in soli otto anni sotto i colpi infertigli dal giovane re dei Macedoni, Alessandro Magno.
La debolezza della Persia si svelò ai greci nel 401 a.C., quando Ciro il giovane, secondogenito di Dario II e satrapo di Sardi, ingaggiò diecimila mercenari greci per rafforzare le sue pretese al trono imperiale, occupato dal fratello maggiore Artaserse II, riuscendo ad arrivare a Cunassa vicino a Babilonia, dove morì in battaglia: questi fatti sono narrati ne l'Anabasi di Senofonte. Ciò rivelò non solo la debolezza militare ma anche l'instabilità politica degli ultimi anni del periodo achemenide.
Filippo il Macedone, padrone di gran parte della Grecia, e suo figlio Alessandro decisero di approfittare di questa situazione. Dopo la morte di Filippo, Alessandro portò il suo esercito in Asia Minore nel 334 a.C., e si impossessò rapidamente di Lidia, Fenicia ed Egitto, sconfisse i Persiani di Dario III ad Isso e conquistò la capitale dell'impero, Susa. Dopo aver debellato le ultime resistenze, l'impero Persiano cadde così definitivamente nelle sue mani.
Lungo il suo percorso di conquista, Alessandro fondò numerose città, tutte chiamate "Alessandria". Nei secoli successivi queste città furono i centri da cui si irradiò in Oriente la cultura greca, processo che viene detto ellenismo.

### Dinastia seleucide (311-246 a.C.)

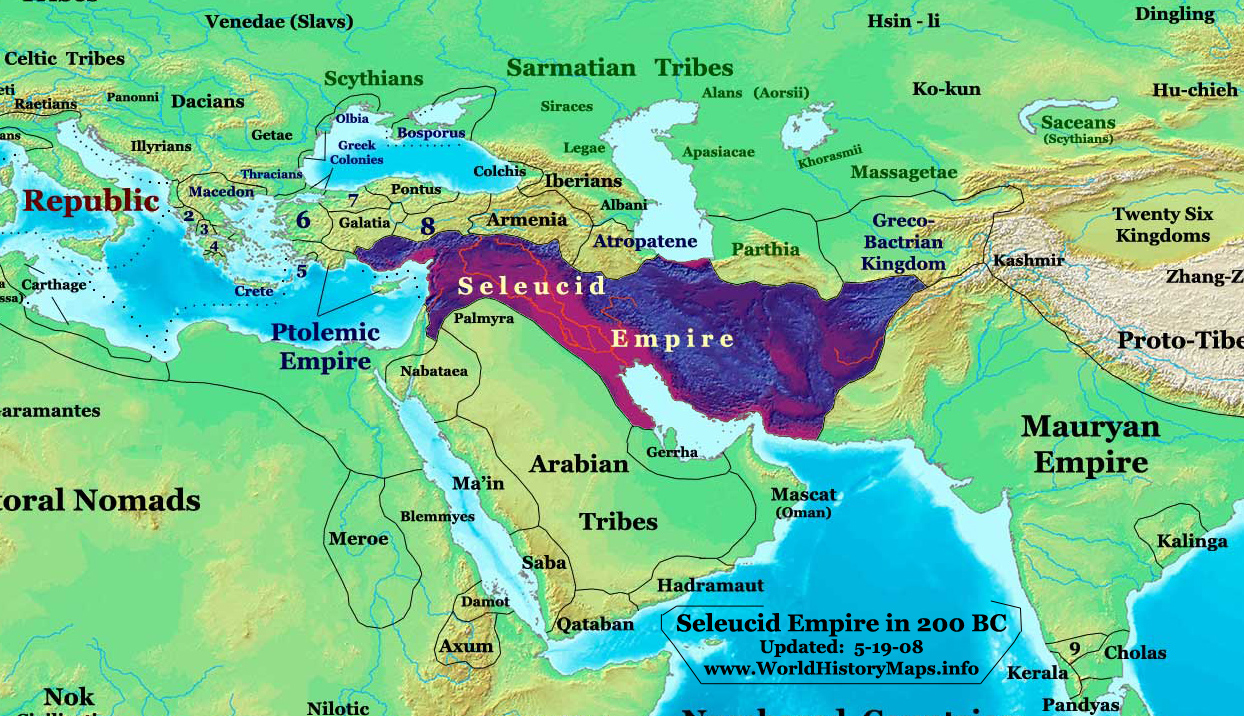
L'Impero seleucide nel 200 a.C.

L'Impero di Alessandro Magno si frantumò subito dopo la sua morte, ma la Persia rimase sotto il controllo dei greci. Un generale di Alessandro, Seleuco I Nicatore, prese possesso della Persia, della Mesopotamia e più tardi della Siria e dell'Asia Minore. Ebbe così inizio la dinastia seleucide.
La colonizzazione greca continuò fino al 250 a.C. circa; con essa si diffusero la lingua, la filosofia e l'arte dei greci. In tutto quello che era stato l'Impero di Alessandro Magno, il greco divenne la lingua della diplomazia e della letteratura. Il commercio con la Cina, iniziato sotto gli Achemenidi lungo la "via della seta", fu incrementato notevolmente nel periodo ellenistico. Con lo scambio di merci, divennero sempre più frequenti gli scambi culturali: il buddismo si diffuse dall'India, e lo zoroastrismo si propagò verso ovest, influenzando l'ebraismo. Meravigliose statue di Buddha, in stile greco classico, che sono state rinvenute in Persia e Afghanistan, illustrano la commistione di culture che si verificò in questo periodo.
Il Impero seleucide iniziò abbastanza presto il suo declino. Già durante la vita di Seleuco, la capitale fu spostata da Seleucia, in Mesopotamia, alla più mediterranea città di Antiochia, in Siria. Le province orientali di Battriana e Partia si separarono dal regno nel 238 a.C. Antioco III, dotato di notevoli capacità militari, riuscì a contenere l'espansione dei Parti, ma i suoi successi allarmarono la Repubblica romana, allora in pieno sviluppo. L'attacco di Roma iniziò proprio mentre i Seleucidi erano impegnati a sedare la rivolta dei Maccabei in Giudea. L'Impero seleucide cadde e fu conquistato dai Parti e da Roma.

### Dinastia arsacide (246 a.C.-224 d.C.)
La Partia era una regione a nord della Persia, nell'odierno Iran nord-orientale. I suoi regnanti, la dinastia arsacide, appartenevano a una tribù iranica che vi si stabilì all'epoca di Alessandro Magno. Divennero indipendenti dai Seleucidi nel 238 a.C., ma i loro tentativi di espandersi verso la Persia furono infruttuosi fino all'avvento di Mitridate I al trono della Partia nel 170 a.C. circa.
L'Impero partico che così si formò confinava con Roma lungo l'alto corso dell'Eufrate, e i due imperi combatterono soprattutto per il controllo dell'Armenia. La cavalleria pesante corazzata dei Parti (catafratti), supportata dagli arcieri a cavallo, mise spesso in difficoltà le legioni romane, come alla battaglia di Carre (53 a.C.) nella quale il generale partico Surena sconfisse Marco Licinio Crasso. Le guerre furono frequenti, e la Mesopotamia servì spesso da campo di battaglia. Roma dovette quindi modificare il proprio approccio bellico in oriente, privilegiando l'uso di truppe da tiro e aumentando le protezioni dei legionari. Questa innovazione cambiò la situazione, e la Parthia fu frequentemente invasa e messa a ferro e fuoco, uscendone sempre più indebolita. Per due volte, con Traiano e Settimio Severo, Ctesifonte fu presa.
Durante il periodo partico, vi fu una risorgenza della cultura persiana a scapito di quella ellenistica o ellenizzata, ma l'impero rimaneva politicamente instabile. L'amministrazione era divisa tra sette grandi clan, che costituivano la confederazione dei Dahai, ognuno dei quali governava una provincia dell'impero. Nel I secolo a.C., la Partia era ormai organizzata secondo un sistema feudale, e le continue guerre con Roma ad ovest e l'impero Kushan ad est, drenavano le risorse dello Stato.
La Partia si impoveriva e perdeva territori, mentre la nobiltà strappava ai re sempre maggiori concessioni, rifiutandosi spesso di obbedire al sovrano. L'ultimo re partico, Artabano IV, riuscì inizialmente a rendere più coeso l'impero, finché il suo vassallo Persiano Ardashir I si ribellò mettendo fine alla dinastia arsacide. Nel 226 egli entrava in Ctesifonte e stabiliva le fondamenta del secondo impero persiano, guidato dai re sasanidi.

### Dinastia sasanide (224-651 d.C.)

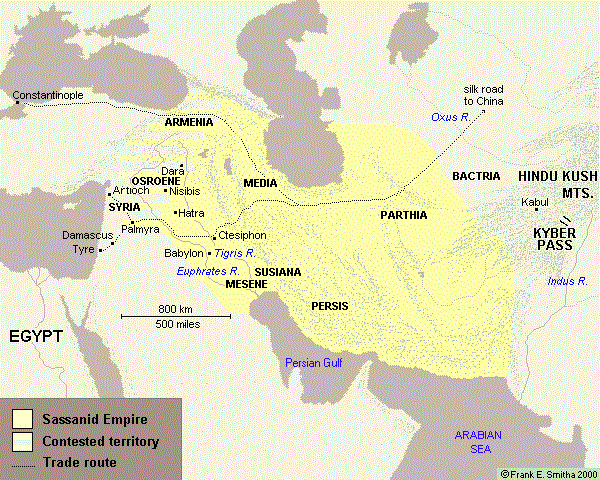
L'Impero sasanide al tempo di Shāpūr I

La dinastia sasanide deve il suo nome a Sasan, gran sacerdote del Tempio di Anahita, e nonno di Ardashir I. Fu la prima dinastia reale persiana dai tempi degli Achemenidi, e perciò i suoi regnanti si considerarono i successori di Dario e di Ciro. Essi condussero un'aggressiva politica espansionista, riconquistando la maggior parte dei territori orientali ceduti ai Kushan dai Parti e continuando il conflitto con Roma.
La Persia sasanide, a differenza della Partia, fu uno Stato fortemente centralizzato. La popolazione era organizzata in un rigido sistema di caste: sacerdoti, militari, scribi, e plebei. Lo Zoroastrismo divenne la religione ufficiale dello Stato (poco praticata tuttavia dal popolo) e si diffuse in Persia e nelle province. Le altre religioni furono mal tollerate, anzi sporadicamente perseguitate, in particolare la Chiesa cattolica per i suoi legami con l'Impero Romano. La Chiesa nestoriana fu tollerata invece e perfino favorita dai Sasanidi.
Le guerre e la religione che furono alla base della potenza sasanide furono anche tra i motivi del suo declino. Le regioni orientali furono conquistate dagli Unni bianchi alla fine del V secolo, e gli appartenenti a una setta radicale mazdea si ribellarono negli stessi anni. Cosroe I riuscì comunque a salvare il suo impero e ad espanderlo verso occidente, occupando temporaneamente Antiochia e lo Yemen. All'inizio del VII secolo Cosroe II avviò una nuova guerra contro l'Impero romano d'Oriente, conquistando nel giro di vent'anni la Siria, la Palestina e l'Egitto devastando l'Anatolia. Nel 605 fu occupata Calcedonia, il punto più ad occidente mai raggiunto dai Sasanidi. Ma i Bizantini, condotti dal fino ad allora passivo imperatore Eraclio, preparavano la riscossa: con una serie di campagne avviate nel 622 l'Imperatore di Bisanzio riuscì a devastare l'Armenia sasanide riuscendo più volte a sconfiggere i Persiani. Cosroe assediò Costantinopoli nel 626, ma l'assedio fallì e l'Imperatore, con una controffensiva in Assiria, riuscì a sconfiggere i Persiani nella battaglia di Ninive (627), costringendoli alla pace e alla restituzione della Siria, della Palestina e dell'Egitto.
Questa sconfitta è ricordata dal Corano come una "vittoria dei credenti" (con riferimento ai bizantini, cristiani e quindi discendenti da Abramo, come i musulmani) sui pagani Sasanidi.

### La Persia e l'Islam

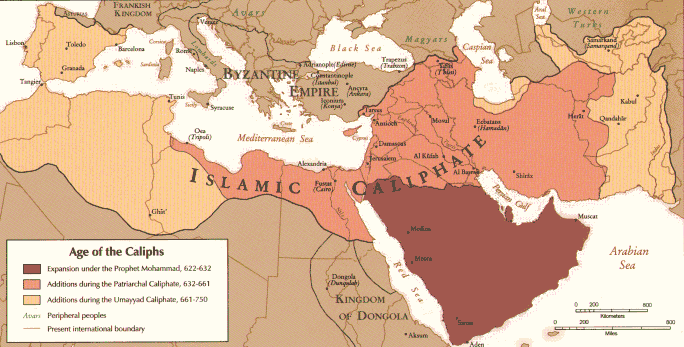
L'Espansione del califfato islamico

Lo sviluppo rapidissimo del califfato arabo coincise con il declino della dinastia sasanide, sicché tra il 634 e il 650 la maggior parte dell'impero fu conquistata dagli eserciti degli Arabi musulmani. Le ultime resistenze cessarono qualche anno dopo, sancendo il passaggio della Persia nell'età islamica.
Yazdegerd III, l'ultimo re sasanide, morì quando il suo impero era ormai (almeno nelle sue regioni più occidentali) governato dal vincitore califfato musulmano. Cercò invano di recuperare almeno alcuni dei suoi territori con l'aiuto dei Turchi e di altre popolazioni centro-asiatiche, e cercò, senza riuscirvi, di ottenere l'aiuto della Cina.
L'impero arabo, guidato dalla dinastia omayyade, fu lo Stato più esteso mai visto fino ad allora. Occupava tutte le terre tra la penisola iberica e il fiume Indo, e tra il lago d'Aral e la punta meridionale della penisola araba. Gli Omayyadi assorbirono molto dai sistemi amministrativi persiano e bizantino e governarono la Persia per poco meno di un secolo. La loro capitale fu Damasco.
La conquista araba segnò una svolta determinante nella storia della Persia. La lingua araba divenne la nuova lingua franca e numerose moschee venivano erette mentre lo zoroastrismo perdeva progressivamente terreno senza tuttavia venire soppiantato dall'Islam. Alla morte del profeta Maometto, avvenuta nel 632, la sua famiglia venne tenuta lontano dal potere che fu conferito ai Compagni del profeta. ʿAlī (suo genero e cugino), quarto califfo, fu assassinato (661), fatto che diede via libera alla presa di potere da parte della dinastia degli Omayyadi; e al-Husayn (figlio di 'Alī), che aveva sposato una principessa persiana della dinastia sasanide, morì nella battaglia di Karbala nel 680, in uno scontro con le truppe del secondo califfo omayyade Yazid. Il potere rimase così nelle mani della corrente che poi, nel III secolo dell'Egira, dopo la nascita del kharigismo e dello Sciismo stesso, si chiamerà sunnita. Benché la Persia restasse prevalentemente sunnita fino alle forzose "conversioni" allo Sciismo di età safavide, alcune sue componenti persiane, attraverso la fedeltà ad 'Alī e al-Husayn, manifestarono forse (secondo alcune interpretazioni "psicologiche" della storia dei popoli) la devozione alla linea sasanide e al glorioso passato del loro paese. In tal modo le feste religiose d'età zoroastriana si rimodellarono in funzione della religione islamica predominante a partire dall'800 d.C.. In questo periodo, attraversando la notevolissima estensione dell'Impero arabo-islamico, parte non esigua delle influenze culturali persiane si propagò verso occidente e, secoli dopo, influenzerà la stessa cultura del Rinascimento europeo.
Nel 750 gli Omayyadi furono sostituiti dagli Abbasidi, che fondarono Baghdad (vicino alle rovine della capitale sasanide Ctesifonte) facendone la loro nuova capitale. Sotto gli Abbasidi, le grandi famiglie iraniche godettero di notevole influenza a corte (a scapito dell'elemento arabo) e la Persia assunse un ruolo centrale nella storia dell'impero. Il califfo al-Maʾmūn, la cui madre era una schiava persiana, spostò addirittura in un primo tempo la capitale a Merv, nella regione persiana orientale del Khorāsān (inglobante allora una parte dell'attuale Afghanistan), lontano dalle terre arabe, ma poco dopo tornò a fissare la sede del califfato a Baghdād, dopo aver prevalso nella lotta fratricida con al-Amīn.
Nell'819, la Persia fu amministrata dal generale persiano Tāhir, che aveva consentito ad al-Maʾmūn di vincere la guerra civile. Finito tuttavia il momento tahiride, durato peraltro abbastanza a lungo, nelle regioni persiane orientali e nelle terre transoxiane il potere passò nelle mani dei Samanidi persiani, che avevano avuto il governo delle regioni al di là dell'Oxus proprio dai loro signori tahiridi che, tra l'altro, avevano a lungo ricoperto anche la carica di governatore militare di Baghdād, consentendo agli Abbasidi di superare indenni vari momenti di grave difficoltà. I Samanidi, una delle prime dinastie autonome di ceppo iranico dopo la conquista araba, elessero Bukhara a loro capitale e fecero fiorire altre città quali Samarcanda e Herat, rivitalizzando altresì la lingua e la cultura persiane. Tra i primi prosatori in lingua neo-persiana (che usa l'alfabeto arabo e buona parte del suo lessico, ma conserva caratteristiche strutturali indo-europee) vi fu al-Bal'amī, compendiatore del capolavoro annalistico di Ṭabarī (Kitāb al-rusul wa l-mulūk, "Libro dei profeti e dei re"); a cavallo tra il periodo samanide e quello successivo ghaznavide, operò il celebre poeta Firdusi, autore dello Shahnameh ("Il Libro dei Re"), un enorme poema epico a struttura annalistica che narra la storia e le imprese mitizzate degli antichi sovrani di Persia.
Nel 913, la Persia occidentale fu conquistata dai Buwayhidi (o Buyidi), una confederazione di tribù kurde provenienti dalle montuose regioni del Daylam. Essi stabilirono la loro capitale a Shīrāz, in un momento di grave disintegrazione politica del Califfato, cui essi - pur sciiti - imposero una stretta "tutela" a partire dalla conquista di Baghdad nel 945. Non più semplice provincia dell'impero, la Persia andò accentuando il suo ruolo centrale nella "ecumene" musulmana, all'interno di un mondo che peraltro diventava etnicamente e culturalmente sempre più composito. Da ricordare anche la longeva dinastia degli Ziyaridi (930-1090 circa), inizialmente vassalli dei pastori Samanidi da cui si resero indipendenti, e che dopo un'effimera conquista dell'Iran centrale nel 931 - ove giunsero per qualche anno a controllare le città di Hamadan, Kashan ed Isfahan - si ritirarono progressivamente nella regione montuosa a sud del Mar Caspio dove sopravvissero, barcamenandosi in difficile equilibrio con i potenti vicini turchi (Ghaznavidi e poi Selgiuchidi), almeno fino al 1090 circa.

### La Persia governata dai Turchi
Nel 999 emerse il turco Mahmud di Ghazna che alleatosi con i turchi Karakhanidi, ne distrusse la potenza dando inizio a una lunga era di predominio turco sui territori iranici. Il territorio samanide a sud dell'Amu Darya rimase a Mahmud, quello a nord ossia la Transoxiana, fu il bottino dei Karakhanidi. La corte di Ghazna (nell'odierno Afghanistan) divenne il centro del nuovo regno, ma Mahmud è noto soprattutto per le sue numerose campagne di conquista nell'India nord-occidentale, che ne faranno una sorta di "Alessandro Magno" del mondo musulmano; delle sue imprese, presto divenute leggendarie, è ampia eco nelle lettere persiane e turche delle epoche successive. La dinastia fu soppiantata nel 1040 circa dai turchi Selgiuchidi, ma un suo ramo indiano continuò a regnare a Lahore fino al 1187. Il mondo iranico orientale conobbe in effetti nel 1037 una nuova invasione condotta dai Turchi Selgiuchidi a partire da nordest. Essi si spinsero sino a Baghdad, conquistandola nel 1055, soppiantando la dinastia dei sultani Buwayhidi e mettendo il califfo abbaside sotto la propria tutela: ricrearono così un vasto impero interetnico (arabo-turco-persiano), che ridonava il fasto perduto al languente califfato abbaside, e fecero inoltre rifiorire ogni ramo della cultura islamica medievale. Costruirono a Baghdad la celebre "Niẓāmiyya", la più grande e prestigiosa università del mondo islamico medievale, e edificarono tra le altre cose anche la "Moschea del Venerdì" a Isfahan. All'epoca del colto visir Nizam al-Mulk, autore del maggior trattato musulmano sull'arte politica (Siyāsat-nāme o "Libro della Politica"), alla corte dei Selgiuchidi si ritrovarono al-Ghazali (m. 1111), il massimo teologo dell'Islam Medievale, e Omar Khayyam (m. 1126), un fine matematico e astronomo, divenuto più tardi noto in Occidente soprattutto come poeta e autore delle Rubāʿiyyāt ("Quartine") di sapore scettico-epicureo. Al periodo tardo selgiuchide risalgono altre notevoli figure come il poeta mistico Sana'i di Ghazna (m. 1141) e i panegiristi Anvari (1191) e Khaqani di Shirvan (m. 1191 circa).
Tra la fine del XII e gli inizi del XIII secolo emerse la nuova ma effimera potenza degli shah del Khwārizm (Impero corasmio) che, con 'Ala al-Din Muhammad (1200-1220), governarono un territorio che andava da Baghdad alla Transoxiana. Ma furono sommersi dall'orda dei Mongoli di Hulagu e l'impero si sfaldò; loro profughi - inizialmente guidati da Jalal al-Din Mankubirni (o Mangburnï, o Manguberti), figlio dell'ultimo sovrano del Khwārezm-Shāh sconfitto dai Mongoli - seguitarono a lungo ad aggirarsi nel mondo islamico in veste di predoni o mercenari, giungendo a condizionare non poco gli stessi avvenimenti della Siria ayyubide, poco prima che colà assumessero il potere infine i Mamelucchi.
Alla vigilia dell'avvento dell'epoca mongola raggiungono la piena maturità i due più grandi poeti narrativi della letteratura persiana medievale: il mistico Farid al-Din 'Attar di Nishapur (m. tra il 1210 e il 1230) e il poeta epico-romanzesco Nizami di Ganja (m. 1204), le cui opere ispirarono i più ammirati miniaturisti persiani delle epoche successive.

### La Persia sotto i Mongoli (1219–1500)
Nel 1218, Gengis Khan inviò ambasciatori e mercanti alla città di Otrar, al confine nord-orientale del regno del Khwārezm, ma qui essi furono giustiziati dal governatore. Gengis, per vendetta, saccheggiò Otrar nel 1219 e continuò verso Samarcanda e le altre città del nordest. Hulagu Khan completò la conquista della Persia e prese Baghdad (1258), ponendo termine alla esistenza del lungo califfato abbaside, e avanzò verso il Mediterraneo, venendo fermato solo dai Mamelucchi del futuro sultano Baybars nel 1260. La Persia divenne un Ilkhanato, una parte del vasto Impero mongolo, ossia un dominio infeudato all'impero mongolo. In questa pur tormentatissima epoca fiorirono alcuni dei maggiori talenti letterari della letteratura persiana medievale tra cui si devono citare almeno Saˁdi (m. 1291) vissuto a Shiraz e Jalal al-Din Rumi (m. 1273), che visse tra l'Iran Orientale e l'Anatolia.
Nel 1295, l'Ilkhan Ghazan che regnava da Tabriz si convertì all'Islam e rinunciò al giuramento di fedeltà al Gran Khan. Gli Ilkhan patrocinarono le arti e coltivarono le raffinate tradizioni della Persia islamica, contribuendo a risollevare il Paese dopo le devastazioni arrecate dalla conquista mongola. Nel 1335, la morte dell'ultimo Ilkhan significò la fine dell'epoca mongola. Emersero presto dinastie locali, tra cui la dinastia dei Muzaffaridi che regnò a Shiraz fino al 1393 dove visse il più grande poeta persiano d'ogni tempo Hafez (m. 1390); e, a nord, la dinastia di origini mongole dei Jalayridi che regnò nell'Iran nord-occidentale (e a Baghdad almeno fino al 1410). Quindi comparvero sulla scena alcune confederazioni di tribù turcomanne: i Kara Koyunlu ("Quelli del montone Nero") che si emanciparono dai Jalayridi verso il 1375 e, dopo un'interruzione determinata dall'invasione timuride (v. infra) e alterne vicende, regnarono grosso modo sugli stessi territori fino al 1467; dopodiché fu la volta della confederazione rivale degli Aq Qoyunlu ("Quelli del Montone Bianco") che succedettero ai primi governando tra il 1468 e la fine del secolo. In mezzo v'era stata però l'invasione del Tamerlano (di cui gli Aq Qoyunlu furono alleati) che, dagli ultimi decenni del XIV secolo fino alla sua morte nel 1405, aveva conquistato una vasta area, tra la Mesopotamia e l'Asia centrale facendo di Samarcanda la sua capitale e una città tra le più ricche, ma senza avere il tempo di consolidare il nuovo impero. Le fonti medievali occidentali lo dipingono come sovrano ancora più sanguinario di Gengis Khan: ad Isfahan, per esempio, avrebbe fatto uccidere 70 000 persone facendone macabra torre a monito dei sudditi. In realtà l'epoca timuride rappresentò, oltre che l'ultima grande stagione della letteratura persiana classica, anche una delle epoche più fulgide dell'arte e soprattutto dell'architettura musulmana. I discendenti di Tamerlano, spartitosi l'impero, governarono soprattutto le contrade più orientali corrispondenti all'incirca all'attuale Afghanistan, ove prosperò sino agli inizi del Cinquecento la magnifica corte di Herat (grande centro di letterati, tra cui l'ultimo grande classico il poeta Jami, m. 1492, e di una scuola celebrata di miniaturisti), e alla Transoxiana con la sfarzosa corte di Samarcanda.

### Dinastia Safavide (1501-1736)

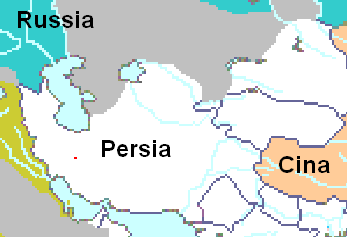
La Persia sotto Nadir Shah

La dinastia safavide era originaria dell'Azerbaigian, a quel tempo considerato parte della regione persiana. Lo shah safavide Ismāʿīl I rovesciò il trono di Ak Koyunlu (la confederazione turkmena dei "Montoni bianchi") e fondò un nuovo Impero persiano che includeva gli odierni Azerbaigian, Iran e Iraq, più gran parte dell'Afghanistan. Le conquiste di Ismāʿīl furono interrotte dagli ottomani alla battaglia di Cialdiran nel 1514, dopo la quale la guerra tra Persia e Turchia divenne endemica.
La Persia safavide fu all'inizio uno Stato violento e caotico, ma nel 1588 salì al trono lo shah ʿAbbās I, detto Abbas il Grande, che dette inizio a un rinascimento culturale e politico. Spostò la capitale a Iṣfahān (che divenne in breve tempo uno dei più importanti centri culturali del mondo islamico), siglò la pace con gli ottomani, riformò l'esercito, cacciò gli Uzbeki dalla Persia e catturò la base portoghese sull'isola di Hormuz.
Con i Safavidi, che erano sciiti, la Persia fu rapidamente e profondamente sciitizzata e divenne anzi la più grande nazione sciita del mondo musulmano (posizione mantenuta dall'Iran moderno), e visse il suo ultimo periodo come potenza internazionale. L'elemento sciita divenne in breve tempo parte sostanziale della identità iranica, anche se contribuì a distanziare il mondo iranico dal resto della comunità musulmana (sunnita). All'inizio del XVII secolo, fu concordato un confine definitivo con l'Impero ottomano che è quello che ancora oggi divide Turchia e Iran. Tuttavia i Safavidi mantennero buoni rapporti con il mondo sunnita indiano (Impero Moghul) in funzione anti-ottomana; non a caso in questo periodo si accentuano gli scambi anche culturali con l'India musulmana e in letteratura si parla di un nuovo "stile indiano" che trova il suo massimo interprete nel poeta Sa'eb di Tabriz (1601-1677), ma educato alla corte di Isfahan. Nel XVII secolo si andranno accentuando anche i contatti diplomatici e commerciali con l'Europa e, in chiave anti-ottomana, con la monarchia asburgica e la Repubblica di Venezia.

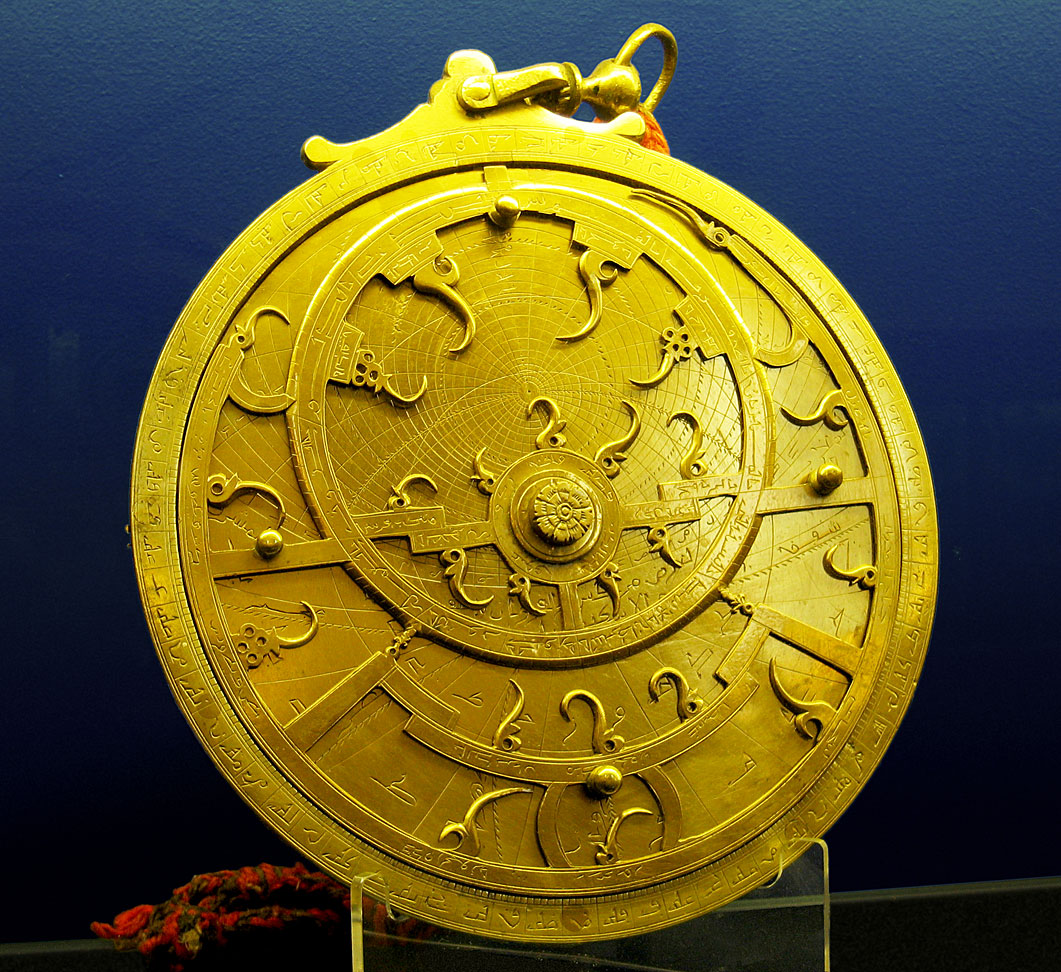
Un astrolabio persiano del XVIII secolo. Durante il Medioevo, la filosofia naturale e la matematica dell'antica Grecia furono preservate, studiate e perfezionate dal mondo islamico. In questo periodo, la Persia divenne un centro d'eccellenza nella costruzione di strumenti scientifici, primato conservato fino al XIX secolo.

Nel 1722 la Persia subì la prima invasione dall'Europa dal tempo di Alessandro: Pietro il Grande, zar dell'Impero russo, che progettava di impadronirsi dell'Asia centrale, penetrò da nordovest, mentre gli ottomani assediavano Isfahan.
L'intesa tra russi e ottomani venne ufficialmente siglata nel 1724 col trattato di Costantinopoli ove vennero perfezionate le modalità di ripartizione del territorio persiano.
Anche se la Persia riuscì a respingere sia i Russi che i Turchi senza perdite territoriali, i Safavidi uscirono dalla guerra piuttosto indeboliti, e quando, quello stesso anno, essi cercarono di convertire forzatamente gli Afghani, di confessione sunnita, alla Shīʿa, ne seguì una sanguinosa rivolta che mise fine alla loro dinastia. Per anni la Persia fu teatro delle scorrerie di tribù guerriere di Afghani, che distrussero i resti dell'organizzazione statuale safavide.

### L'imperatore Nadir Shah (1736-47)
L'Impero persiano visse un'altra breve stagione con Nadir Shah negli anni 1730 e 1740. Figura di sovrano energico e ambizioso, egli respinse i Russi, sottomise gli Afghani e sconfisse molte delle tribù nomadi dell'Asia centrale, tradizionali nemici dei Persiani. Si lanciò quindi, emulo di Mahmud di Ghazna in una grande campagna di conquista dell'Afghanistan e dell'India settentrionale, giungendo sino a Delhi e riportandone come trofeo il celebre "trono del pavone"; riuscì nel miracolo di conciliarsi le sconfitte tribù afghane, arruolandole nel suo esercito e portando avanti una controversa politica di conciliazione tra sciiti e sunniti. Assassinato nel 1747, il suo impero non gli sopravvisse.

### L'impero si divide: Afsharidi (1747-96) a nord e Dinastia Zand (1760-94) a sud
Il paese ricadde nell'anarchia e nella guerra civile. Vari sovrani tentarono di impadronirsi per pochi mesi del potere, mentre sorsero ovunque principati e khanati di fatto indipendenti. La parte afghana continuò con Ahmad Shah Durrani, fondatore di una dinastia che continuerà per circa 80 anni controllando o facendo scorrerie su un vasto territorio che si estendeva tra l'Afghanistan e l'India Settentrionale sino a Delhi; la Persia invece, nella seconda metà del secolo, si divise tra varie dinastie locali tra cui emerse nel nord la dinastia turca degli Afsharidi, della stessa tribù di Nader Shah, che ebbe il suo centro a Mashad; nel sud, quella degli Zand, sotto la quale Shiraz conobbe forse l'apogeo del suo splendore.

### Dinastia Qajar (1795-1925)
Alla fine del secolo la Persia trovò relativa stabilità e riconquistò la sua unità sotto la dinastia Qajar turca (1795-1925), che spostò la capitale a Tehran, ma si trovò presto schiacciata tra l'Impero russo, che si espandeva in Asia centrale e l'Impero britannico che si espandeva in India, senza nessuna speranza di poter competere con le potenze industriali europee. Russi e Britannici imposero gradualmente un protettorato "de facto" alla Persia, dividendosela in aree di influenza pur senza mai invaderla direttamente, ma rendendola via via sempre più economicamente dipendente. La convenzione anglo-russa del 1907 definì le sfere d'influenza russa e britannica, rispettivamente sul nord e sul sud del Paese, dove stazionarono contingenti rispettivamente russi ("brigata cosacca") e britannici. In effetti, in quegli stessi anni (1901), lo shah Mohammad Ali Qajar garantì a William Knox D'Arcy, poi direttore della Anglo-Persian Oil Company, una concessione per esplorare e sfruttare i giacimenti di petrolio del sud del Paese. Il petrolio fu scoperto nel 1908 a Masjed-e Soleyman nella Persia sud-occidentale, a difesa dei quali fu schierato un contingente di truppe britanniche.
Sempre negli stessi anni, a partire dalla cosiddetta Rivolta del tabacco del 1891, la Persia conobbe i suoi primi "moti costituzionali" che culminarono nella Rivoluzione costituzionale iraniana del 1906. Con l'iniziale sostegno britannico, la borghesia dei bazar, l'intellighenzia urbana e il clero sciita più illuminato si allearono per strappare allo shah il riconoscimento di un libero parlamento (Majles) e di più ampie libertà politiche. Il parlamento si oppose più volte alla politica arrendevole della corona nei confronti degli interessi occidentali. Abbandonato dagli inglesi dopo la convenzione anglo-russa del 1907, il movimento costituzionalista fu soppresso dalle truppe russe nel 1908. Ritornati al potere a Teheran nel 1909, i costituzionalisti furono definitivamente sconfitti dall'intervento militare zarista nel 1911, che restaurarono la dinastia Qajar. L'istituzione parlamentare sopravvisse tuttavia alla repressione.
A causa della sua posizione strategica tra l'Impero ottomano e i possedimenti coloniali russi e britannici nella regione, la Persia fu coinvolta nelle operazioni militari durante la prima guerra mondiale. Parte di queste operazioni aveva come obiettivo i giacimenti petroliferi della Persia e delle regioni circostanti, e alla fine della guerra la Gran Bretagna riuscì a imporre il suo controllo sui sempre più lucrosi giacimenti. In quegli stessi anni si fece anche sentire tra l'intellighentsia persiana l'influsso della Rivoluzione russa e nacquero nelle città movimenti e partiti di ispirazione marxista. Nel 1920 i sovietici sbarcarono a Bandar Azali, sul Caspio, all'inseguimento dei russi bianchi in fuga. Fu quindi proclamata la Repubblica Socialista Sovietica del Gilan ed anche la provincia dell'Azerbaijan proclamo' la sua indipendenza. Nel febbraio 1921 Reza Khan, a capo della brigata cosacca, marcia su Teheran ed impone il governo di Zia Tabatabai. Lo stesso mese, il nuovo governo firma un trattato di amicizia con Mosca che prelude al ritiro sovietico dal Gilan ed alla fine delle repubbliche separatiste.

### Dinastia Pahlavi (1925-79)
Nel 1925 il generale Reza Khan, comandante dell'esercito e uomo forte del Paese fin dal 1921, s'impadronì del potere, autonominandosi scià al posto del deposto sovrano Qajar e stabilì la dinastia Pahlavi. Nel 1933 Reza rinegoziò la concessione petrolifera dell'Anglo-Iranian Oil Company. Nel 1935 egli consegnò l'antico nome della Persia definitivamente alla storia, e impose alla comunità internazionale il nome di Iran. Il nuovo sovrano diede inizio a un'energica politica di modernizzazione del paese, potenziando le sue strutture amministrative e militari, attuando un programma di sedentarizzazione forzata delle numerose tribù nomadi, e dando inizio a una politica culturale dai toni filo-occidentali e marcatamente anticlericali, in sintonia con quanto avveniva in quegli stessi anni nella vicina Turchia di Mustafa Kemal Atatürk. Il Paese rimaneva comunque soggetto all'influenza dei britannici e dei sovietici e la situazione non mutò fino alla seconda guerra mondiale.
Nel 1941, nonostante fosse formalmente neutrale, l'Iran fu invaso dagli inglesi e dai sovietici. Il sovrano fu costretto dai britannici ad abdicare e il figlio Mohammad Reza Pahlavi divenne il secondo shah della dinastia, avviando una stagione politica ed economica in stretta alleanza d'interessi con gli Stati Uniti d'America, per conto dei quali si disse più volte che egli fungesse da "guardiano" della vitale area strategica del Golfo Persico. Nel 1943 si tenne nella capitale persiana la conferenza di Teheran tra Stalin, Churchill e Roosevelt, la prima conferenza interalleata al vertice. Nel 1946 il mancato ritiro delle truppe sovietiche dal nord del Paese originò la crisi dell'Azerbaigian, primo aperto contrasto tra gli alleati e preavviso dell'imminente guerra fredda.
Nel 1951 fu nominato primo ministro Mohammad Mossadeq, che nazionalizzò l'industria petrolifera - allora controllata dalla britannica Anglo-Iranian Oil Company (oggi nota come British Petroleum) - provocando una grave crisi internazionale discussa anche al Consiglio di sicurezza delle Nazioni Unite (crisi di Abadan). La reazione inglese fu il blocco delle esportazioni di petrolio che provocò una profonda crisi economica. Il Paese fu attraversato da profonde tensioni politiche a cui Mossadeq rispose con politiche populistiche. La crisi interna culminò nel 1953 con la rottura del Fronte Popolare che sosteneva Mossadeq e la deposizione manu militari del primo ministro popolar-nazionalista. Durante la crisi lo shah si era recato in temporaneo esilio in Italia e ritornò a Teheran in trionfo. Questi diede il via negli anni sessanta a una controversa "Rivoluzione Bianca" con l'intento di ottenere attraverso la riforma agraria una moderata redistribuzione delle terre. La politica interna conobbe una stretta repressiva e antidemocratica, che portò ancora una volta le forze più vive della società - intellighenzia urbana, partiti di sinistra, borghesia del bazar, clero sciita militante - ad allearsi contro il potere costituito.

### La Rivoluzione iraniana e la Repubblica Islamica
A seguito di un'inarrestabile spirale di pubbliche manifestazioni d'opposizione represse nel sangue e di ulteriori strette repressive (in cui si distingueva la Savak ovvero la famigerata polizia segreta), il potere della dinastia Pahlavi giungeva alla fine nel febbraio del 1979. Lo shah, nominato il moderato Shapur Bakhtyar del Fronte Nazionale nuovo primo ministro, partì per l'esilio nel gennaio del 1979, morendo poi in Egitto nel 1980; e dal suo esilio a Parigi giungeva nel febbraio del 1979 all'aeroporto di Teheran l'ayatollah Ruhollah Khomeini, il protagonista della rivoluzione islamica che prendeva subito il potere sull'onda dell'entusiasmo popolare.
Poco dopo il rientro dell'Ayatollah Khomeini e la vittoria del movimento rivoluzionario (11 febbraio 1979), veniva votata una nuova costituzione islamica basata sul principio della velayat-e faqih ossia "governo dei dotti (dell'Islam)". Venne imposto il velo alle donne, ci furono dure repressioni, e la rivoluzione contò migliaia di morti. Nell'aprile 1979 viene proclamata la Repubblica Islamica ed i partiti di sinistra vengono progressivamente messi fuori legge e la stampa sotto rigido controllo. La Rivoluzione compie una svolta radicale con la presa dell'ambasciata americana, che origina la crisi degli ostaggi e la caduta del governo islamico-liberale moderato Mehdi Bazargan. Iniziava la vicenda della nuova Repubblica Islamica d'Iran, uno Stato che costituisce una sorta di ardito esperimento costituzionale in cui si cercherà di coniugare elementi della tradizione politico-istituzionale occidentale (parlamento, divisione dei poteri, elezioni a suffragio universale) e la tradizione islamica così come viene interpretata dalla gerarchia sciita. Nel 1980 viene eletto il primo Presidente della Repubblica Islamica dell'Iran Abolhassan Banisadr che, entrato anch'egli in collisione con i vertici del partito religioso egemone, era costretto nel luglio 1981 a fuggire dall'Iran. Al suo posto viene eletto l'Ayatollah Ali Khamenei.
Gli anni ottanta conobbero un lungo e devastante conflitto con l'Iraq di Saddam Hussein (1980-88), conclusosi senza vincitori né vinti. Saddam Hussein attacca a sorpresa nel settembre del 1980 pensando che l'Iran sconvolto dalla Rivoluzione sia troppo debole per resistere, ma l'esercito e l'aviazione iraniana fermano l'offensiva irachena. La guerra diventa quindi una logorante guerra di posizione paragonabile alla prima guerra mondiale. Nel 1981, subito prima dell'insediamento del nuovo presidente statunitense Ronald Reagan gli accordi di Algeri mettono fine alla crisi degli ostaggi. Al fronte l'Iran prende l'iniziativa con una serie di offensive, delle "ondate umane" di giovani Pasdaran che comportano pesantissime perdite. Per fermare gli attacchi Saddam Hussein utilizza anche le armi chimiche. Nel 1989 muore l'Imam Khomeini ed ai suoi funerali partecipano due milioni di persone in delirio. Al suo posto diventa Guida della Rivoluzione l'Ayatollah Ali Khamenei.
In economia il governo islamico ha promosso la crescita di grandi Fondazioni che gestiscono le strutture economiche e produttive più importanti e, contando sulla rendita petrolifera, ha favorito vasti programmi di sviluppo e di aiuti alle fasce più deboli e emarginate. Il nuovo potere ha con successo promosso una scolarizzazione di massa e favorito, pur dentro le rigide regole dell'etica islamica, una certa emancipazione delle donne: nelle università iraniane oggi sono donne oltre la metà degli studenti, l'esercizio di arti e professioni è stato loro garantito. Gli anni novanta hanno visto una moderata apertura del regime teocratico, soprattutto alle nuove istanze politico-culturali poste dal mondo giovanile e femminile nel periodo della presidenza di Mohammad Khatami (1997-2005), un religioso di idee liberali. Nel paese è cresciuto un vasto movimento per i diritti civili che ha trovato espressione nella figura dell'avvocatessa Shirin Ebadi, premio Nobel per la pace nel 2003; il Paese ha inoltre conosciuto una straordinaria fioritura culturale che si è espressa tra l'altro in un profondo generale rinnovamento della letteratura persiana e in una produzione cinematografica che ha ottenuto vasti riconoscimenti internazionali.
Agli inizi del nuovo millennio l'Iran ha imboccato la strada della ricerca nucleare e, con l'aiuto della tecnologia (e il supporto politico-diplomatico) dei russi, si appresta a costruire una serie di centrali per la produzione di energia. Quest'ultimo sviluppo ha portato il Paese in rotta di collisione con Israele e con l'Occidente e, a partire dalla nuova presidenza di Mahmud Ahmadinejad, un conservatore uscito dalla milizia nel corpo dei Pasdaran, si è accentuato il clima di sospetto e di ostilità soprattutto con gli USA dell'amministrazione Bush che, dopo l'invasione dell'Afghanistan e dell'Iraq, mantengono truppe consistenti e in pieno assetto di guerra in Paesi confinanti con l'Iran. Nell'estate del 2009 ci fu la rielezione del presidente Ahmadinejad che fu poi sostituito nell'estate 2013 dal presidente Hassan Rouhani.

## Cultura

### Lingua
Il persiano appartiene alle lingue iraniche ed è una lingua indoeuropea la cui evoluzione può essere suddivisa in tre fasi:
1. fase antica: antico persiano delle iscrizioni e avestico dell'Avestā,
2. fase media: medio persiano, 300 a.C.-900, distinto in pahlavi partico o pahlavik, e pahlavi sasanide o parsik,
3. fase recente: neopersiano o farsi: dal IX secolo ad oggi.

### Arte
Al periodo preistorico (VI-IV millennio a.C.) risale un'abbondante produzione di ceramiche dipinte con figure geometriche e sagome di vari animali, con fitti tratteggi decorativi, provenienti dalle regioni centrali e dall'Elam, nel Sud-Ovest del paese.
Largamente esposta a influenze sumere, la civiltà elamitica (III-II millennio a.C.) ha lasciato un unico monumento, l'imponente ziqqurat di Choqa zanbil, e numerosi manufatti, ritrovati soprattutto a Susa. A essa si fanno risalire i bronzi del Luristan, mentre ad altre culture, assire ed urartee, rimandano le tazze e i bacili in oro e argento con figurazioni a sbalzo ritrovati presso Hasanlu, Ziwiye e Kalar Dasht.
In epoca achemenide (550-330 a.C.) le capitali imperiali offrono il quadro di una civiltà artistica ispirata a modelli assiro-babilonesi, ma originale nelle novità architettoniche utilizzate. I palazzi di Pasargade, Susa, Persepoli, eretti su terrazze fortificate, includono portici, scalinate, ingressi monumentali e comprendono l'apadana, immensa sala riservata alle udienze con decine di colonne dai fastosi capitelli decorati con figure animali. I rilievi, talora in mattonelle smaltate (Susa) ma più spesso in pietra, illustrano lunghe processioni o combattimenti. Significativi i rari templi zoroastriani a torre e le tombe rupestri dei re con prospetti scolpiti. Di particolare raffinatezza la lavorazione dei metalli e l'oreficeria. Con la conquista di Alessandro e il dominio dei Seleucidi (330-250 a.C.) la decorazione architettonica si arricchì di motivi classici: vennero coniate monete sul modello greco e si costruirono città secondo i principi urbanistici del mondo ellenistico. Alla dominazione partica (250 a.C. - 240 d.C.) risalgono i palazzi di Assur, Hatra, Warka, con grandi arcate coperte di volte a botte, i cosiddetti iwan, destinati a grande fortuna anche in epoca islamica.
Nel periodo sasanide (224-632) sorgono, a Firuzabad, Nīshāpūr e Ctesifonte, palazzi con iwan colossali e coperture a cupola, rivestiti di paramenti di stucco lavorato; la scultura è rinnovata da apporti romani (rilievi rupestri nella valle di Naqsh-i-Rustam); le arti minori sono di grande valore decorativo: ad esempio si realizzavano coppe in argento sbalzato, tessuti di seta con motivi geometrici e araldici.

### Letteratura
La letteratura persiana della fase più recente o neopersiana, scritta in alfabeto arabo, ha il suo primo centro nel X secolo nella corte samanide di Bukhara, ove si distinse una prima pleiade di poeti panegiristi (Rudaqi, Farrokhi, 'Onsori, Manuchehri e il grande Firdusi (m. 1026 circa), l'autore dell'epos nazionale iranico: Libro dei Re, un poema di oltre 50 000 versi, tradotto in italiano da Italo Pizzi. I generi più coltivati dai poeti classici sono: la quartina, di carattere spesso gnomico-sentenzioso, o talora quasi filosofico, in cui eccelse Omar Khayyam (m. 1126 circa); la qasida, una sorta di ode panegiristica in cui si distinsero poeti quali Amir Mo'ezzi (m. 1147), Khaqani (m. 1191 circa), Anvari (m. 1191); il ghazal, un componimento tipicamente lirico che è un po' l'equivalente del nostro sonetto, in cui emerse Hafez di Shiraz (m. 1390), considerato il "Petrarca" dei persiani, ammirato in traduzione dal Goethe e imitato ad libitum, nella cui opera si combinano ambiguamente temi erotici e mistici, edonismo e religiosità; il masnavì, poema lungo in distici a rime baciate, di vario argomento (epico, romanzesco, mistico, didattico ecc.) che ebbe tra i suoi massimi cultori i poeti epici Daqiqi (m. 980 circa), il citato Firdusi e Asadi (m. 1073 circa); i poeti romanzeschi Gorgani (m. 1080 circa), Nezami di Ganja (m. 1204) e Khwaju di Kerman (m. 1352); poeti satirici come 'Obeyd Zakani di Shiraz (m. 1371 circa); i poeti mistici Sana'i di Ghazna (m. 1141), Farid al-Din 'Attar (m. 1230 circa), Gialal al-Din Rumi (m. 1273), Sa'di (m. 1291). Nezami di Ganja si esercitò un po' in tutti i generi di masnavi su nominati e ne compose un celeberrimo "Quintetto" che fu presto imitato da numerosi poeti persiani e turchi, oltre che fornire materia d'ispirazione ai miniaturisti dei secoli seguenti. Il periodo classico si chiude con il versatile Jāmī (m. 1492) che operò alla corte di Timuridi di Herat.
Le guerre civili e le conseguenti migrazioni in India diedero vita al cosiddetto stile indiano, che godette la protezione dei principi moghul e, riportato in Persia, influenzò poi la letteratura dell'epoca safavide (1500-1736). La produzione letteraria moderna più significativa è rappresentata dalla poesia satirica e dalla prosa: questa si ispira sia alla prosa di viaggio medievale di Naser-e Khosrow, sia alle traduzioni di autori occidentali, mentre i poeti cercano una sintesi fra tradizione stilistica classica e modelli europei e americani. Tra gli scrittori più noti in occidente, vi sono il prosatore Sadegh Hedayat e Nima Yushij, quest'ultimo fautore di una poetica europeizzante.